# Agrypon flaviventris
Agrypon flaviventris är en stekelart som beskrevs av Hellen 1950. Agrypon flaviventris ingår i släktet Agrypon och familjen brokparasitsteklar. Inga underarter finns listade i Catalogue of Life.